# José Agustín Caballero
Pour les articles homonymes, voir Caballero.
José Agustín Caballero y Rodríguez de la Barrera, né le 28 août 1762 à La Havane et mort le 6 avril 1835 dans la même ville, est un prêtre, philosophe et théologien cubain.

## Biographie
Il étudie à l'université San Gerónimo de La Habana, où il obtient successivement une licence de sciences humaines, puis une licence et un doctorat en théologie catholique.